# Diana Ildarowna Mironowa
Diana Ildarowna Mironowa (russisch Диана Ильдаровна Миронова, englische Transkription: Diana Mironova; * 9. Mai 1996 in Moskau) ist eine russische Billardspielerin aus Orenburg.
Sie ist mit neun Weltmeistertiteln – sieben in der Disziplin Freie Pyramide sowie jeweils einer in der Dynamischen Pyramide und in der Kombinierten Pyramide – die erfolgreichste Spielerin in der Billardvariante Russisches Billard. Bei ihrem ersten WM-Sieg war sie mit 14 Jahren, 5 Monaten und 8 Tagen die bislang jüngste Weltmeisterin.
Darüber hinaus wurde die dreimalige Jugendweltmeisterin zweimal Europameisterin und gewann sechsmal den Kremlin Cup sowie insgesamt 15 Weltcupturniere.

## Leben
Diana Mironowa wurde 1996 als eines von drei Kindern in Moskau geboren. Nach dem Schulabschluss studierte sie Psychologie.
Zu ihren Hobbys gehören Tennis und Sportschießen.

## Karriere

### 2004–2010: Anfänge und erster Weltmeistertitel
Diana Mironowa begann im Alter von acht Jahren mit dem Billardspielen. Auf den Sport aufmerksam geworden war sie, als ihr Vater, der selbst Hobbybillardspieler ist, sie mit sechs Jahren erstmals in eine Billardhalle mitnahm.
Im November 2008 nahm sie in Sankt Petersburg als bis dahin jüngste Spielerin erstmals an der Weltmeisterschaft der Erwachsenen teil und gelangte gleich ins Finale. Nachdem sie unter anderem Swetlana Maximowa und Olga Milowanowa besiegt hatte, musste sich die 12-Jährige jedoch ihrer Landsfrau Natalja Sedych mit 2:4 geschlagen geben.
Anfang 2009 gewann Mironowa ihre erste Europacupmedaille, als sie beim Turnier in Moskau das Halbfinale erreichte, in dem sie gegen Olga Milowanowa verlor. Im April 2009 wurde sie durch einen 4:1-Finalsieg gegen Sofja Gontscharowa erstmals Jugendeuropameisterin. Nachdem sie im Europacup einen weiteren dritten Platz belegt hatte, gelangte sie auch beim Kremlin Cup ins Halbfinale, in dem sie der Titelverteidigerin Anastassija Luppowa unterlag. Wenig später verpasste sie hingegen bei der Europameisterschaft knapp das Viertelfinale. Bei der Freie-Pyramide-WM 2009 erreichte sie das Halbfinale und verlor nur knapp mit 3:4 gegen die spätere Weltmeisterin Olga Milowanowa. Beim Finalturnier des Europacup 2009 schied sie nach einer Auftaktniederlage bereits im Achtelfinale aus.
Beim Auftaktturnier 2010 sicherte sie sich ihren ersten Europacupsieg durch einen 5:3-Sieg im Endspiel gegen Olga Milowanowa. Im April 2010 wurde sie durch einen 4:2-Finalsieg gegen Regina Wlassowa Jugendweltmeisterin. Nachdem sie ein weiteres Europacupturnier gewonnen hatte, diesmal im Endspiel gegen die Belarussin Kazjaryna Perepetschajewa (5:2), gewann sie Anfang Oktober 2010 den Kremlin Cup, bei dem sie sich im Finale gegen Olga Prochorowa mit 4:1 durchsetzte. Eine Woche später wurde sie in Willingen erstmals Weltmeisterin. Im WM-Finale besiegte sie Natalja Sedych mit 4:1 und gewann mit 14 Jahren, 5 Monaten und 8 Tagen als bis dahin jüngste Spielerin einen WM-Titel. Bei der EM 2010 schied sie im Viertelfinale aus. Am Jahresende gelang ihr beim Europacupfinale der Einzug ins Endspiel, in dem sie sich jedoch Natalja Sedych mit 4:5 knapp geschlagen geben musste.

### 2011–2013: Zwei weitere Weltmeistertitel
Zu Beginn des Jahres 2011 gewann Mironowa vier Turniere in Folge. Dies waren neben der russischen Meisterschaft in der Freien Pyramide, bei der sie im Endspiel Natalija Kornewa mit 5:1 besiegte, die ersten beiden Weltcupturniere und das Auftaktturnier der Prince Open, bei denen sie sich jeweils im Finale gegen Olga Milowanowa (5:3, 5:0, 5:2) durchsetzte. Erst bei der EM 2011 verpasste sie wieder das Endspiel, als sie der späteren Europameisterin Xenija Krjukowa im Halbfinale unterlag. Wenig später gewann sie durch einen 4:0-Finalsieg gegen Jekaterina Kasakowa die Longoni Russia Open und wurde im Endspiel gegen Natalija Kornewa (4:2) russische Meisterin in der Dynamischen Pyramide. Beim zweiten Turnier der Prince Open 2011 gewann sie im Finale gegen die Belarussin Aljaksandra Hisels (5:0). Im Oktober 2011 gelang ihr bei der Freie-Pyramide-WM in Kiew die Titelverteidigung, als sie die Ukrainerin Sarjana Prytuljuk im Endspiel mit 5:2 besiegte. Beim Kremlin Cup 2011, bei dem sie ebenfalls Titelverteidigerin war, schied sie im Viertelfinale gegen die spätere Turniersiegerin Olga Milowanowa aus. Im Dezember 2011 gewann sie auch das dritte Turnier der Prince Open, diesmal im Finale gegen die Belarussin Alena Bunas (5:1).
Nachdem sie bei der russischen Meisterschaft 2012 in der Freien Pyramide bereits im Viertelfinale ausgeschieden war, gewann sie im Finale gegen Olga Milowanowa (4:0) das Auftaktturnier im Weltcup. Im Mai 2012 gelangen ihr drei Turniersiege; beim Moskauer Bürgermeisterpokal setzte sie sich im Finale gegen Jewgenija Romodina mit 5:1 durch, bei der EM 2012 wurde sie durch einen 5:0-Finalsieg gegen Wolha Dabryjan erstmals Europameisterin und Prince Open gewann sie im Endspiel mit 5:1 gegen Olga Prochorowa. Bei der nationalen Meisterschaft in der Dynamischen Pyramide hingegen schied sie überraschend sieglos in der Vorrunde aus. Im Finale gegen die Ukrainerin Walerija Wassyljewa (4:1) gewann sie die Minsk Open. Ebenfalls in der belarussischen Hauptstadt wurde Mironowa im Oktober 2012 zum dritten Mal in Folge Weltmeisterin in der Freien Pyramide, diesmal besiegte sie im WM-Finale Tatjana Maximowa (5:2). Zwei Wochen später gewann sie den Kremlin Cup durch einen 5:4-Sieg gegen Olga Milowanowa. Im November nahm sie, als eine von zwei Teilnehmerinnen, erstmals am Savvidi Cup teil. Bei dem Turnier in Rostow am Don gehörte sie zu den acht im Achtelfinale gesetzten Spielern und verlor ihr Auftaktspiel gegen Pawlo Radionow. Bei der 2012 zum ersten Mal ausgetragenen Dynamische-Pyramide-Weltmeisterschaft zog sie ins Finale ein, unterlag dort jedoch Olga Milowanowa knapp mit 4:5. Zum Jahresende gewann sie das zweite Turnier der Prince Open 2012 im Endspiel gegen Natalija Kornewa (5:2).
Im Jahr 2013 wurde die russische Meisterschaft in der Freien Pyramide in zwei Turnieren ausgespielt, die Mironowa beide gewann. Zudem wurde sie gemeinsam mit Jewgenija Romodina und Natalja Sedych erstmals russische Mannschaftsmeisterin. Ebenso sicherte sie sich bei beiden Turnieren der Prince Open 2013 den Turniersieg. Beim Savvidi Cup 2013 war sie erneut im Achtelfinale gesetzt und verlor diesmal gegen Jewhen Talow. Im Mai 2013 gewann sie im Finale gegen Olga Milowanowa (5:1) den Moskauer Bürgermeisterpokal. Nach drei WM-Titeln in Folge schied Mironowa bei der Freie-Pyramide-WM 2013 bereits im Achtelfinale gegen Wijaleta Klimawa aus. Bei ihrer insgesamt siebten WM-Teilnahme kam sie damit zum ersten Mal nicht mindestens ins Halbfinale. Wenig später wurde sie hingegen durch einen 5:2-Finalsieg gegen Wlada Kudizka nach 2010 zum zweiten Mal Jugendweltmeisterin und gewann im Endspiel gegen Polina Jaroschewitsch (5:1) zum dritten Mal den Kremlin Cup. Im Dezember 2013 gelangte sie bei den St. Petersburg Open, nachdem sie unter anderem den amtierenden Weltmeister Nikita Liwada besiegt hatte, als erste Frau ins Halbfinale, in dem sie dem späteren Turniersieger Serghei Krîjanovski mit 5:7 unterlag.

### 2014–2016: Weltmeistertitel vier bis sechs

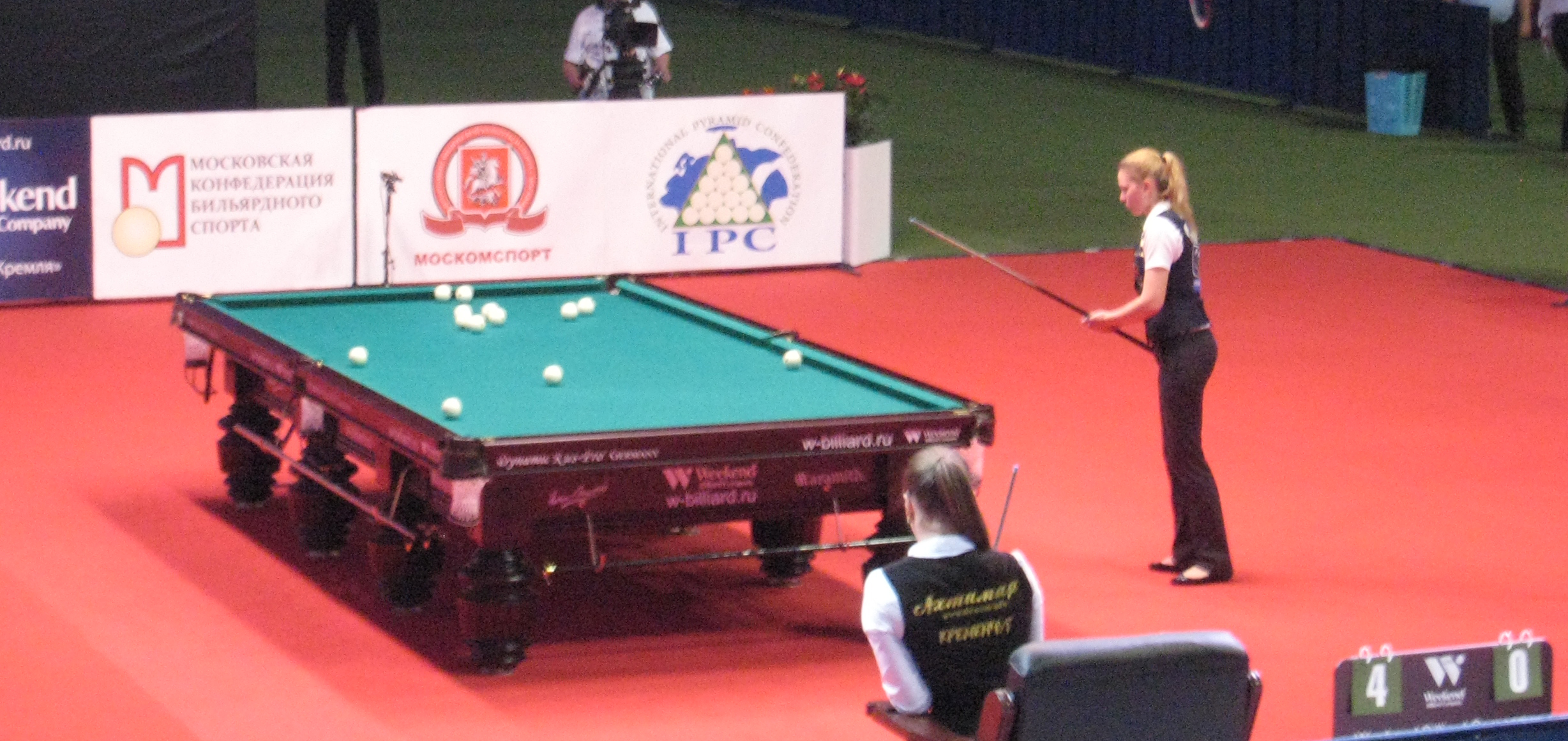
Mironowa im Finale des Moskauer Bürgermeisterpokals 2014

Auf nationaler Ebene verlief das Jahr 2014 für Mironowa erfolgreich. Sie wurde in den Disziplinen Dynamische Pyramide und Kombinierte Pyramide russische Meisterin, ebenso erneut im Team und bei den Juniorinnen, und sicherte sich die Bronzemedaille in der Freien Pyramide. Anfang 2014 gewann sie zudem die ersten beiden Weltcupturniere des Jahres, durch Finalsiege gegen Anastassija Stanowowa (Freie Pyramide, 5:3) und Olga Milowanowa (Dynamische Pyramide, 5:4). Beim Moskauer Bürgermeisterpokal 2014 hingegen musste sie sich nach zwei Siegen in den Vorjahren nun im Finale der Ukrainerin Anastassija Kowaltschuk mit 2:5 geschlagen geben. Im Juli 2014 traf sie im EM-Finale erneut auf Kowaltschuk und setzte sich diesmal mit 5:2 durch, womit sie zum zweiten Mal Europameisterin wurde. Bei ihrer letzten Teilnahme an der Jugendweltmeisterschaft gewann sie durch einen 5:2-Endspielsieg gegen Marija Pudowkina zum dritten Mal den Titel. Nachdem sie beim Kremlin Cup im Halbfinale gegen Olga Milowanowa ausgeschieden war, wurde sie im November 2014 mit einem 5:1-Finalsieg gegen Tatjana Maximowa zum vierten Mal Weltmeisterin in der Freien Pyramide. Wenig später schied sie bei den Prince Open in der Vorrunde aus.
Bei den russischen Meisterschaften 2015 schied Mironowa bei zwei Disziplinen im Achtelfinale aus und gewann den Titel in der Dynamischen Pyramide sowie im Team. Kurz nachdem sie beim Auftaktturnier des Freie-Pyramide-Weltcup im Achtelfinale ausgeschieden war, gewann sie durch einen 5:1-Finalsieg gegen Anastassija Swerinzewa den Dynamische-Pyramide-Weltcup. Wenig später gewann sie zum dritten Mal den Moskauer Bürgermeisterpokal, bei dem sie im Finale Olga Milowanowa mit 5:2 besiegte. Bei der EM 2015 schied sie im Viertelfinale aus. Im Oktober 2015 gewann sie im finnischen Imatra ihren insgesamt fünften WM-Titel und zum ersten Mal in der Disziplin Dynamische Pyramide. Im Finale setzte sie sich gegen Tatjana Maximowa klar mit 5:0 durch. Im darauffolgenden Monat gelangen ihr zwei weitere Turniersiege jeweils im Endspiel gegen Belarussinnen; beim Kremlin Cup setzte sie sich gegen Kazjaryna Perepetschajewa (5:1) durch und beim Finalturnier des Freie-Pyramide-Weltcup gegen Aljaksandra Hisels (5:2). Bei der Freie-Pyramide-WM 2015 schied sie als Titelverteidigerin hingegen im Achtelfinale gegen die spätere Weltmeisterin Marija Pudowkina aus.
Anfang 2016 gewann Mironowa im Endspiel gegen Aljaksandra Hisels das Superfinale der Weltmeisterschaften, ein Einladungsturnier in Jugorsk mit den vier besten WM-Teilnehmerinnen des Vorjahres. Wenig später wurde in Almaty bei den Damen erstmals die Kombinierte-Pyramide-Weltmeisterschaft ausgetragen. Mironowa gelangte dort ins Halbfinale, in dem sie gegen Kristina Saltowskaja verlor. Im April gewann sie das Auftaktturnier im Freie-Pyramide-Weltcup und wurde beim Dynamische-Pyramide-Weltcup Dritte. Einen Monat später gelang ihr beim Moskauer Bürgermeisterpokal, der erstmals Bestandteil des Freie-Pyramide-Weltcup war, durch einen 5:2-Finalsieg gegen Kristina Saltowskaja die Titelverteidigung. Im September 2016 spielte sie zum dritten Mal beim Savvidi Cup mit. Anders als bei ihren ersten beiden Teilnahmen gab es nun jedoch keine in späteren Runden gesetzten Spieler, sodass Mironowa von Beginn an antreten musste. In der Runde der letzten 128 traf sie auf den ehemaligen Weltmeister Sergei Tusow, dem sie sich mit 2:5 geschlagen geben musste. Im November verteidigte sie beim Kremlin Cup mit einem knappen 4:3-Finalerfolg gegen Olga Milowanowa ihren Titel. Drei Wochen später gewann sie zum fünften Mal die Freie-Pyramide-WM, als sie sich im Finale gegen Anastassija Kowaltschuk klar mit 5:0 durchsetzte. Beim Weltcupfinale 2016 schied sie im Semifinale gegen Aljaksandra Hisels aus. Bei den nationalen Meisterschaften hatte Mironowa 2016 die Titel in der Dynamischen Pyramide, in der Freien Pyramide und im Team. Im Mannschaftswettbewerb war sie nun jedoch anders als in den Vorjahren gemeinsam mit Marija Karpowa und Elina Nagula angetreten.

### 2017–2019: Fünf WM-Finals in drei Jahren
Mironowa wurde 2017 zum zweiten Mal russische Meisterin in der Kombinierten Pyramide und zum fünften Mal in Folge russische Mannschaftsmeisterin, erneut gemeinsam mit Marija Karpowa und Elina Nagula. Im Jahr 2017 spielte sie weniger Turniere als in den Vorjahren, war dabei aber sehr erfolgreich. Sie gewann alle fünf größeren Turniere, an denen sie in diesem Jahr teilnahm. Zunächst gewann sie im Finale gegen Sergei Jurtajew den Agora Cup in Jakutsk. Im April wurde sie durch einen 4:0-Finalsieg gegen Titelverteidigerin Olga Milowanowa erstmals Weltmeisterin in der Kombinierten Pyramide. Nachdem sie beim Virag Cup erneut Sergei Jurtajew im Endspiel besiegt hatte, gewann sie im Finale gegen Olga Milowanowa (5:1) den Moskauer Bürgermeisterpokal und gegen Tatjana Maximowa (65:20) zum dritten Mal in Folge den Kremlin Cup.
Anfang 2018 gelang Mironowa bei der russischen Meisterschaft in der Kombinierten Pyramide die Titelverteidigung. Wenig später gewann sie im Endspiel gegen Aljaksandra Hisels (4:0) das Auftaktturnier im Freie-Pyramide-Weltcup. Im Mai 2018 wurde zum dritten Mal die Dynamische-Pyramide-WM ausgetragen und zum dritten Mal zog Mironowa ins Finale ein. Dort musste sich die Titelverteidigerin jedoch der Belarussin Kazjaryna Perepetschajewa mit 2:5 geschlagen geben. Mit der Niederlage gegen Perepetschajewa endete eine 16-monatige Erfolgsserie Mironowas, in der sie alle Turniere gewonnen hatte, an denen sie teilnahm. Wenige Tage später gewann sie zum vierten Mal in Folge den Moskauer Bürgermeisterpokal, bei dem sie sich im Endspiel mit 5:4 knapp gegen Anastassija Kowaltschuk durchsetzte. Auch beim dritten Weltcupturnier des Jahres gelangte sie ins Finale, diesmal unterlag sie jedoch Elina Nagula mit 3:5. Beim Kremlin Cup, den sie zuletzt dreimal hintereinander gewonnen hatte, verlor sie im Viertelfinale gegen Kristina Saltowskaja. Beim Savvidi Cup 2018 erreichte sie als beste Frau die Runde der letzten 64, in der sie dem Kirgisen Arsen Kalenbajew unterlag. Im Oktober 2018 gewann sie im Endspiel gegen Darja Michailowa (5:1) das Weltcup-Finalturnier. Im Dezember gelang ihr bei der Freie-Pyramide-WM durch einen 5:2-Finalsieg gegen Anastassija Kowaltschuk die Titelverteidigung. Es war ihr insgesamt achter WM-Titel und der sechste in der Freien Pyramide.
Wenige Wochen nachdem sie bei der russischen Meisterschaft 2019 in der Kombinierten Pyramide bereits im Viertelfinale ausgeschieden war, zog Mironowa bei der Weltmeisterschaft in dieser Disziplin ins Endspiel ein, in dem Titelverteidigerin Mironowa sich Darja Michailowa knapp mit 3:4 geschlagen geben musste. Eine Woche danach gewann sie durch einen 4:2-Finalsieg gegen Marija Karpowa den Kombinierte-Pyramide-Weltcup. Im Juni 2019 gewann sie zum fünften Mal hintereinander den Moskauer Bürgermeisterpokal, diesmal durch einen 5:4-Sieg gegen Elina Nagula. Beim darauffolgenden Weltcupturnier in der Freien Pyramide traf sie im Endspiel auf Nagula und setzte sich mit 5:3 durch. Im August folgte bei der Freie-Pyramide-WM in Tscholponata eine weitere Finalbegegnung mit Elina Nagula, der sich Mironowa nun jedoch mit 0:5 geschlagen geben musste. Damit gewann Mironowa im Jahr 2019 zum ersten Mal seit 2013 keinen WM-Titel. Beim Kremlin Cup 2019 schied sie in der Runde der letzten 32 aus. Im Oktober 2019 erreichte sie beim Savvidi Cup die Runde der letzten 48, in der sie gegen Jewgeni Prussak verlor. Am Jahresende schied sie beim Minsk Cup im Achtelfinale gegen Schamil Sagalajew aus.

### Seit 2020: Neunter Weltmeistertitel
Im März 2020 nahm Mironowa neben Elina Nagula als erste Frau am Champions Cup in Moskau teil und unterlag dort zunächst dem Belarussen Waleryj Tschyschou. Nachdem das Turnier aufgrund der COVID-19-Pandemie fast drei Monate unterbrochen worden war, erreichte sie im Juni durch Siege gegen Nikita Wolodin und Elina Nagula das Halbfinale, in dem sie dem Kirgisen Asis Madaminow mit 1:7 unterlag. Daneben spielte sie 2020 unter anderem bei acht Turnieren der Legend-Cup-Serie mit und erreichte einmal das Halbfinale, in dem sie dem Moldauer Serghei Krîjanovski mit 3:4 unterlag.
Anfang 2021 zog Mironowa beim Legend Cup erstmals ins Finale ein und verlor mit 2:5 gegen Serghei Krîjanovski. Beim Pyramide-Weltpokal, dem Nachfolgeturnier des Champions Cups, schied sie nach Niederlagen gegen Uladsislau Radsiwonau (5:6) und Semjon Saizew (4:6) sieglos aus. Nachdem sie unter anderem beim Legend Cup ein weiteres Halbfinale und beim Krjukow-Turnier das Viertelfinale erreicht hatte, in dem sie Artjom Balow (5:6) unterlag, wurde sie im April 2021 durch einen 5:1-Finalsieg gegen Titelverteidigerin Darja Michailowa zum fünften Mal russische Meisterin in der Freien Pyramide. Wenige Tage später verpasste sie hingegen beim Moskauer Bürgermeisterpokal, bei dem sie sieben der ersten acht Ausgaben gewonnen hatte, erstmals das Endspiel; im Halbfinale gegen Marija Karpowa hatte Mironowa bereits mit 4:1 geführt, musste sich jedoch schließlich mit 4:5 geschlagen geben. Im August 2021 wurde Mironowa durch einen 6:3-Finalsieg gegen Elina Nagula zum siebten Mal Weltmeisterin in der Freien Pyramide.

## Erfolge

### Finalteilnahmen (Auswahl)
| Ergebnis   | Jahr   | Turnier                                  | Finalgegner               | Endstand      |
| ---------- | ------ | ---------------------------------------- | ------------------------- | ------------- |
| Finalistin | 2008   | Weltmeisterschaft (Freie Pyramide)       | Natalja Sedych            | 2:4           |
| Siegerin   | 2009   | Jugendeuropameisterschaft (Fr. Pyr.)     | Sofja Gontscharowa        | 4:1           |
| Siegerin   | 2010/1 | Freie-Pyramide-Europacup                 | Olga Milowanowa           | 5:3           |
| Siegerin   | 2010   | Jugendweltmeisterschaft (Fr. Pyr.)       | Regina Wlassowa           | 4:2           |
| Siegerin   | 2010/3 | Freie-Pyramide-Europacup                 | Kazjaryna Perepetschajewa | 5:2           |
| Siegerin   | 2010   | Kremlin Cup                              | Olga Prochorowa           | 4:1           |
| Siegerin   | 2010   | Weltmeisterschaft (Freie Pyramide)       | Natalja Sedych            | 4:1           |
| Finalistin | 2010/F | Freie-Pyramide-Europacup                 | Natalja Sedych            | 4:5           |
| Siegerin   | 2011   | Russische Meisterschaft (Fr. Pyr.)       | Natalija Kornewa          | 5:1           |
| Siegerin   | 2011/1 | Freie-Pyramide-Weltcup                   | Olga Milowanowa           | 5:3           |
| Siegerin   | 2011/2 | Freie-Pyramide-Weltcup                   | Olga Milowanowa           | 5:0           |
| Siegerin   | 2011/1 | Prince Open                              | Olga Milowanowa           | 5:2           |
| Siegerin   | 2011   | Longoni Russia Open                      | Jekaterina Kasakowa       | 4:0           |
| Siegerin   | 2011   | Russische Meisterschaft (Dyn. Pyr.)      | Natalija Kornewa          | 4:2           |
| Siegerin   | 2011/2 | Prince Open                              | Aljaksandra Hisels        | 5:0           |
| Siegerin   | 2011   | Weltmeisterschaft (Freie Pyramide)       | Sarjana Prytuljuk         | 5:2           |
| Siegerin   | 2011/3 | Prince Open                              | Alena Bunas               | 5:1           |
| Siegerin   | 2012/1 | Freie-Pyramide-Weltcup                   | Olga Milowanowa           | 4:0           |
| Siegerin   | 2012   | Moskauer Bürgermeisterpokal              | Jewgenija Romodina        | 5:1           |
| Siegerin   | 2012   | Europameisterschaft (Freie Pyramide)     | Wolha Dabryjan            | 5:0           |
| Siegerin   | 2012/1 | Prince Open                              | Olga Prochorowa           | 5:1           |
| Siegerin   | 2012   | Minsk Open                               | Walerija Wassyljewa       | 4:1           |
| Siegerin   | 2012   | Weltmeisterschaft (Freie Pyramide)       | Tatjana Maximowa          | 5:2           |
| Siegerin   | 2012   | Kremlin Cup                              | Olga Milowanowa           | 5:4           |
| Finalistin | 2012   | Weltmeisterschaft (Dyn. Pyramide)        | Olga Milowanowa           | 4:5           |
| Siegerin   | 2012/2 | Prince Open                              | Natalija Kornewa          | 5:2           |
| Siegerin   | 2013/1 | Russische Meisterschaft (Fr. Pyr.)       | Olga Milowanowa           | 5:2           |
| Siegerin   | 2013   | Moskauer Bürgermeisterpokal              | Olga Milowanowa           | 5:1           |
| Siegerin   | 2013/2 | Russische Meisterschaft (Fr. Pyr.)       | Olga Milowanowa           | 5:1           |
| Siegerin   | 2013/1 | Prince Open                              | Jekaterina Kasakowa       | 5:1           |
| Siegerin   | 2013   | Jugendweltmeisterschaft (Fr. Pyr.)       | Wlada Kudizka             | 5:2           |
| Siegerin   | 2013   | Kremlin Cup                              | Polina Jaroschewitsch     | 5:1           |
| Siegerin   | 2013/2 | Prince Open                              | Aljaksandra Hisels        | 5:1           |
| Siegerin   | 2014   | Russische Meisterschaft (Komb. Pyr.)     | Olga Milowanowa           | 5:2           |
| Siegerin   | 2014/1 | Freie-Pyramide-Weltcup                   | Anastassija Stanowowa     | 5:3           |
| Siegerin   | 2014   | Russische Meisterschaft (Dyn. Pyr.)      | Darja Michailowa          | 5:2           |
| Siegerin   | 2014   | Dynamische-Pyramide-Weltcup              | Olga Milowanowa           | 5:4           |
| Finalistin | 2014   | Moskauer Bürgermeisterpokal              | Anastassija Kowaltschuk   | 2:5           |
| Siegerin   | 2014   | Europameisterschaft (Freie Pyramide)     | Anastassija Kowaltschuk   | 5:2           |
| Siegerin   | 2014   | Jugendweltmeisterschaft (Fr. Pyr.)       | Marija Pudowkina          | 5:2           |
| Siegerin   | 2014   | Weltmeisterschaft (Freie Pyramide)       | Tatjana Maximowa          | 5:1           |
| Siegerin   | 2015   | Russische Meisterschaft (Dyn. Pyr.)      | Polina Jaroschewitsch     | 5:2           |
| Siegerin   | 2015   | Dynamische-Pyramide-Weltcup              | Anastassija Swerinzewa    | 5:1           |
| Siegerin   | 2015   | Moskauer Bürgermeisterpokal              | Olga Milowanowa           | 5:2           |
| Siegerin   | 2015   | Weltmeisterschaft (Dyn. Pyramide)        | Tatjana Maximowa          | 5:0           |
| Siegerin   | 2015   | Kremlin Cup                              | Kazjaryna Perepetschajewa | 5:1           |
| Siegerin   | 2015/F | Freie-Pyramide-Weltcup                   | Aljaksandra Hisels        | 5:2           |
| Siegerin   | 2016   | Superfinale der Weltmeisterschaften      | Aljaksandra Hisels        | 0:3, 3:1, 3:1 |
| Siegerin   | 2016/1 | Freie-Pyramide-Weltcup                   | Polina Jaroschewitsch     | 5:1           |
| Siegerin   | 2016   | Russische Meisterschaft (Dyn. Pyr.)      | Olga Milowanowa           | 5:0           |
| Siegerin   | 2016   | Moskauer Bürgermeisterpokal              | Kristina Saltowskaja      | 5:2           |
| Siegerin   | 2016   | Russische Meisterschaft (Fr. Pyr.)       | Anastassija Stanowowa     | 5:1           |
| Siegerin   | 2016   | Kremlin Cup                              | Olga Milowanowa           | 4:3           |
| Siegerin   | 2016   | Weltmeisterschaft (Freie Pyramide)       | Anastassija Kowaltschuk   | 5:0           |
| Siegerin   | 2017   | Russische Meisterschaft (Komb. Pyr.)     | Anastassija Swerinzewa    | 4:1           |
| Siegerin   | 2017   | Agora Cup                                | Sergei Jurtajew           | 1:0           |
| Siegerin   | 2017   | Weltmeisterschaft (Kombinierte Pyramide) | Olga Milowanowa           | 4:0           |
| Siegerin   | 2017   | Virag Cup                                | Sergei Jurtajew           | 4:3           |
| Siegerin   | 2017   | Moskauer Bürgermeisterpokal              | Olga Milowanowa           | 5:1           |
| Siegerin   | 2017   | Kremlin Cup                              | Tatjana Maximowa          | 65:20         |
| Siegerin   | 2018   | Russische Meisterschaft (Komb. Pyr.)     | Darja Michailowa          | 4:1           |
| Siegerin   | 2018/1 | Freie-Pyramide-Weltcup                   | Aljaksandra Hisels        | 4:0           |
| Finalistin | 2018   | Weltmeisterschaft (Dyn. Pyramide)        | Kazjaryna Perepetschajewa | 2:5           |
| Siegerin   | 2018   | Moskauer Bürgermeisterpokal              | Anastassija Kowaltschuk   | 5:4           |
| Finalistin | 2018/3 | Freie-Pyramide-Weltcup                   | Elina Nagula              | 3:5           |
| Siegerin   | 2018/F | Freie-Pyramide-Weltcup                   | Darja Michailowa          | 5:1           |
| Siegerin   | 2018   | Weltmeisterschaft (Freie Pyramide)       | Anastassija Kowaltschuk   | 5:2           |
| Finalistin | 2019   | Weltmeisterschaft (Kombinierte Pyramide) | Darja Michailowa          | 3:4           |
| Siegerin   | 2019   | Kombinierte-Pyramide-Weltcup             | Marija Karpowa            | 4:2           |
| Siegerin   | 2019   | Moskauer Bürgermeisterpokal              | Elina Nagula              | 5:4           |
| Siegerin   | 2019/2 | Freie-Pyramide-Weltcup                   | Elina Nagula              | 5:3           |
| Finalistin | 2019   | Weltmeisterschaft (Freie Pyramide)       | Elina Nagula              | 0:5           |
| Finalist   | 2021/9 | Legend Cup – Corona                      | Serghei Krîjanovski       | 2:5           |
| Sieger     | 2021   | Russische Meisterschaft (Fr. Pyr.)       | Darja Michailowa          | 5:1           |
| Sieger     | 2021   | Weltmeisterschaft (Freie Pyramide)       | Elina Nagula              | 6:3           |

### Weitere Erfolge
- Russische Mannschaftsmeisterin: 2013, 2014, 2015, 2016, 2017

## Teilnahmen an Weltmeisterschaften
| Disziplin            | 2008              | 2009              | 2010              | 2011              | 2012              | 2013              | 2014              | 2015              | 2016  | 2017  | 2018  | 2019  | 2020  | 2021  |
| -------------------- | ----------------- | ----------------- | ----------------- | ----------------- | ----------------- | ----------------- | ----------------- | ----------------- | ----- | ----- | ----- | ----- | ----- | ----- |
| Freie Pyramide       | F                 | HF                | S                 | S                 | S                 | AF                | S                 | AF                | S     | n. a. | S     | F     | n. a. | S     |
| Dynamische Pyramide  | nicht ausgetragen | nicht ausgetragen | nicht ausgetragen | nicht ausgetragen | F                 | n. a.             | n. a.             | S                 | n. a. | n. a. | F     | n. a. | n. a. | n. a. |
| Kombinierte Pyramide | nicht ausgetragen | nicht ausgetragen | nicht ausgetragen | nicht ausgetragen | nicht ausgetragen | nicht ausgetragen | nicht ausgetragen | nicht ausgetragen | HF    | S     | n. a. | F     | n. a. | n. a. |

| Legende | Legende                               |
| ------- | ------------------------------------- |
| S       | Siegerin                              |
| F       | Finalistin                            |
| HF      | Halbfinalistin                        |
| VF      | Viertelfinalistin                     |
| AF      | Achtelfinalistin                      |
| LX      | Niederlage in der Runde der letzten X |
| R2      | Niederlage in Runde 2                 |
| R       | Vorrundenaus/Niederlage in Runde 1    |
| –       | nicht teilgenommen                    |
| n. a.   | nicht ausgetragen                     |